# UCI Europe Tour 2025
Die UCI Europe Tour 2025 ist die 21. Austragung einer Serie von Straßenradrennen auf dem europäischen Kontinent, die zwischen dem 24. Januar und dem 19. Oktober 2025 stattfinden. Die UCI Europe Tour ist Teil der UCI Continental Circuits und liegt von ihrer Wertigkeit unterhalb der UCI ProSeries und der UCI WorldTour.

## Rennen

### Januar
| Datum      | Land | Rennen                                                   | Klasse | Sieger              | Team                   |
| ---------- | ---- | -------------------------------------------------------- | ------ | ------------------- | ---------------------- |
| 24. Januar | ESP  | Classica Camp de Morvedre                                | 1.2    | Urko Berrade        | Equipo Kern Pharma     |
| 25. Januar | ESP  | Gran Premio Castellón - Ruta de la Cerámica              | 1.1    | António Morgado     | UAE Team Emirates-XRG  |
| 26. Januar | ESP  | Clàssica Comunitat Valenciana 1969 - Gran Premi València | 1.1    | Marc Hirschi        | Tudor Pro Cycling Team |
| 29. Januar | ESP  | Mallorca Challenge – Trofeo Calvià                       | 1.1    | Jan Christen        | UAE Team Emirates-XRG  |
| 30. Januar | ESP  | Mallorca Challenge – Trofeo Ses Salines                  | 1.1    | Marijn van den Berg | EF Education-EasyPost  |
| 31. Januar | ESP  | Mallorca Challenge – Trofeo Serra Tramuntana             | 1.1    | Florian Stork       | Tudor Pro Cycling Team |

### Februar
| Datum                 | Land | Rennen                                       | Klasse | Sieger                                                 | Team                                                   |
| --------------------- | ---- | -------------------------------------------- | ------ | ------------------------------------------------------ | ------------------------------------------------------ |
| 1. Februar            | ESP  | Mallorca Challenge – Trofeo Antratx–Pollença | 1.1    | aufgrund schlechter Witterungsverhältnisse abgebrochen | aufgrund schlechter Witterungsverhältnisse abgebrochen |
| 1. Februar            | TUR  | Grand Prix Antalya                           | 1.2    | Wan Abdul Rahman Hamdan                                | Terengganu Cycling Team                                |
| 1. Februar            | FRA  | Grand Prix Cycliste La Marseillaise          | 1.1    | Valentin Ferron                                        | Cofidis                                                |
| 2. Februar            | ESP  | Mallorca Challenge – Trofeo Palma            | 1.1    | Iúri Leitão                                            | Caja Rural-Seguros RGA                                 |
| 5. – 9. Februar       | FRA  | Etoile de Bessèges – Tour du Gard            | 2.1    | Kévin Vauquelin                                        | Arkéa-B&B Hotels                                       |
| 8. Februar            | TUR  | Grand Prix Aspendos                          | 1.2    | Gerard Ledesma                                         | VC Fukuoka                                             |
| 14. – 16. Februar     | FRA  | Tour de La Provence                          | 2.1    | Mads Pedersen                                          | Lidl-Trek                                              |
| 15. Februar           | ESP  | Murcia-Rundfahrt                             | 1.1    | Fabio Christen                                         | Q36.5 Pro Cycling Team                                 |
| 17. Februar           | ESP  | Clásica Jaén                                 | 1.1    | Michał Kwiatkowski                                     | Ineos Grenadiers                                       |
| 21. Februar           | FRA  | Classic Var                                  | 1.1    | Christian Scaroni                                      | XDS Astana Team                                        |
| 22. – 23. Februar     | FRA  | Tour des Alpes-Maritimes et du Var           | 2.1    | Christian Scaroni                                      | XDS Astana Team                                        |
| 26. Februar – 2. März | ESP  | Gran Camiño                                  | 2.1    | Derek Gee                                              | Israel-Premier Tech                                    |

### März
| Datum          | Land | Rennen                                   | Klasse | Sieger                 | Team                                        |
| -------------- | ---- | ---------------------------------------- | ------ | ---------------------- | ------------------------------------------- |
| 1. – 2. März   | GRE  | Visit South Aegean Islands               | 2.2    | Alexander Arnt Hansen  | Airtox-Carl Ras                             |
| 4. März        | BEL  | Le Samyn                                 | 1.1    | Mathieu van der Poel   | Alpecin-Deceuninck                          |
| 5. März        | CRO  | Trofej Umag                              | 1.2    | Matthias Schwarzbacher | UAE Team Emirates Gen Z                     |
| 8. März        | FRA  | Le Tour des 100 Communes                 | 1.2    | Matthew Brennan        | Team Visma-Lease a Bike Development         |
| 8. März        | BEL  | Grand Prix Criquielion                   | 1.2    | Matteo Moschetti       | Q36.5 Pro Cycling Team                      |
| 8. März        | GRE  | International Rhodes Grand Prix          | 1.2    | Marcin Budziński       | ATT Investments                             |
| 9. März        | FRA  | Grand Prix de la Ville de Lillers        | 1.2    | Matthew Brennan        | Team Visma-Lease a Bike Development         |
| 9. März        | BEL  | Grote Prijs Jean-Pierre Monsére          | 1.1    | Alexys Brunel          | TotalEnergies                               |
| 9. März        | CRO  | Poreč Trophy                             | 1.2    | Matteo Milan           | Lidl-Trek Future Racing                     |
| 9. März        | NED  | Dorpenomloop Rucphen                     | 1.2    | Milan De Ceuster       | Lotto Development Team                      |
| 13. – 16. März | CRO  | Istrian Spring Trophy                    | 2.2    | Adrien Boichis         | Red Bull-Bora-hansgrohe Rookies             |
| 13. – 16. März | GRE  | International Tour of Rhodes             | 2.2    | Pierre-Henry Basset    | XDS Astana Development Team                 |
| 17. März       | ITA  | Popolarissima                            | 1.2    | Iwan Smirnow           | XDS Astana Development Team                 |
| 21. März       | BEL  | Youngster Coast Challenge                | 1.2U   | Sente Sentjens         | Alpecin-Deceuninck Development Team         |
| 23. März       | POR  | Classica da Arrábida                     | 1.2    | Luca Giaimi            | UAE Team Emirates Gen Z                     |
| 23. März       | FRA  | Cholet Agglo Tour                        | 1.1    | Lukáš Kubiš            | Unibet Tietema Rockets                      |
| 23. März       | SLO  | GP Slovenian Istria                      | 1.2    | Michiel Coppens        | BEAT Cycling Club                           |
| 25. – 29. März | ITA  | Settimana Internazionale Coppi e Bartali | 2.1    | Ben Tulett             | Team Visma-Lease a Bike                     |
| 26. – 30. März | NED  | Olympia’s Tour                           | 2.2    | Antoine L’Hote         | Decathlon AG2R La Mondiale Development Team |
| 26. – 30. März | POR  | Volta ao Alentejo                        | 2.2    | Noah Hobbs             | EF Education-Aevolo                         |
| 27. März       | SLO  | GP Brda-Collio                           | 1.2    | Marcin Budziński       | ATT Investments                             |
| 30. März       | SLO  | GP Adria Mobil                           | 1.2    | Žak Eržen              | Bahrain Victorious Development Team         |
| 30. März       | FRA  | La Roue Tourangelle                      | 1.1    | Erlend Blikra          | Uno-X Mobility                              |

### April
| Datum              | Land      | Rennen                                            | Klasse | Sieger                  | Team                             |
| ------------------ | --------- | ------------------------------------------------- | ------ | ----------------------- | -------------------------------- |
| 2. April           | FRA       | Paris–Camembert                                   | 1.1    | Lander Loockx           | Unibet Tietema Rockets           |
| 2. – 6. April      | GRE       | Tour of Hellas                                    | 2.1    | Harold Martín López     | XDS Astana Team                  |
| 4. April           | FRA       | La Route Adélie de Vitré                          | 1.1    | Stian Fredheim          | Uno-X Mobility                   |
| 5. April           | NED       | Volta NXT Classic                                 | 1.1    | Dion Smith              | Intermarché-Wanty                |
| 5. April           | FRA       | Boucle de l’Artois                                | 1.2    | Lewis Bower             | Equipe continentale Groupama-FDJ |
| 6. April           | TUR       | Syedra Ancient City                               | 1.2    | Stefan de Bod           | Terengganu Cycling Team          |
| 6. April           | ITA       | Trofeo Piva                                       | 1.2U   | Filippo Turconi         | VF Group-Bardiani CSF-Faizanè    |
| 8. – 11. April     | FRA       | Région Pays de la Loire Tour                      | 2.1    | Kévin Vauquelin         | Arkéa-B&B Hotels                 |
| 9. – 13. April     | FRA       | Circuit des Ardennes                              | 2.2    | Brady Gilmore           | Israel Premier Tech Academy      |
| 10. – 13. April    | TUR       | Tour of Mersin                                    | 2.2    | Stefan de Bod           | Terengganu Cycling Team          |
| 12. April          | ITA       | Giro della Città Metropolitana di Reggio Calabria | 1.1    | Luca Colnaghi           | VF Group-Bardiani CSF-Faizanè    |
| 13. April          | FRA       | Paris–Roubaix Espoirs                             | 1.2U   | Albert Withen Philipsen | Lidl-Trek Future Racing          |
| 13. April          | ITA       | Trofeo Città di San Vendemiano                    | 1.2U   | Marco Schrettl          | Tirol KTM Cycling Team           |
| 13. April          | POL       | Slezanski Mnich                                   | 1.2    | Norbert Banaszek        | ATT Investments                  |
| 15. – 18. April    | ITA       | Giro d’Abruzzo                                    | 2.1    | Georg Zimmermann        | Intermarché-Wanty                |
| 16. – 20. April    | FRA       | Tour du Loir-et-Cher                              | 2.2    | Niklas Larsen           | BHS-PL Beton Bornholm            |
| 16. April          | BEL       | Ronde van Limburg                                 | 1.1    | Milan Fretin            | Cofidis                          |
| 18. April          | FRA       | Classic Grand Besançon Doubs                      | 1.1    | Guillaume Martin        | Groupama-FDJ                     |
| 19. April          | FRA       | Tour du Jura Cycliste                             | 1.1    | Guillaume Martin        | Groupama-FDJ                     |
| 19. April          | BEL       | Lüttich–Bastogne–Lüttich Espoirs                  | 1.2U   | Jarno Widar             | Lotto Development Team           |
| 20. April          | FRA       | Tour du Doubs                                     | 1.1    | Mattéo Vercher          | TotalEnergies                    |
| 21. April          | ITA       | Giro del Belvedere                                | 1.2U   | Lorenzo Finn            | Red Bull-Bora-hansgrohe Rookies  |
| 22. April          | ITA       | Gran Premio Palio del Recioto                     | 1.2U   | Lorenzo Nespoli         | MBH Bank Ballan CSB              |
| 23. – 26. April    | BIH / SRB | Belgrad-Banja Luka                                | 2.2    | Dušan Rajović           | serbische Nationalmannschaft     |
| 24. – 27. April    | ESP       | Asturien-Rundfahrt                                | 2.1    | Marc Soler              | UAE Team Emirates                |
| 25. April          | ITA       | Gran Premio della Liberazione                     | 1.2U   | Lorenzo Masciarelli     | MBH Bank Ballan CSB              |
| 25. April – 1. Mai | FRA       | Tour de Bretagne Cycliste                         | 2.2    | Felix Ørn-Kristoff      | Wanty-Nippo-Re Uz                |
| 27. April          | GBR       | Rutland-Melton International CiCLE Classic        | 1.2    | Ben Granger             | MG.K Vis Costruzioni e Ambiente  |
| 27. April          | ITA       | Giro della Provincia di Biella                    | 1.2    | Kasper Andersen         | Swatt Club                       |

### Mai
| Datum             | Land | Rennen                                                 | Klasse | Sieger                 | Team                                        |
| ----------------- | ---- | ------------------------------------------------------ | ------ | ---------------------- | ------------------------------------------- |
| 1. Mai            | GER  | Eschborn-Frankfurt U23                                 | 1.2U   | Conrad Haugsted        | Team ColoQuick                              |
| 1. Mai            | AUT  | GP Vorarlberg p/b RadHaus Rankwell                     | 1.2    | Jaka Marolt            | Factor Racing                               |
| 1. Mai            | NED  | Omloop van het Waasland                                | 1.2    | Jensen Plowright       | Alpecin-Deceuninck Development Team         |
| 3. Mai            | DEN  | Grand Prix Herning                                     | 1.2    | Stian Rosenlund        | Airtox-Carl Ras                             |
| 3. Mai            | BEL  | Flèche Ardennaise                                      | 1.2    | Jarno Widar            | Lotto Development Team                      |
| 4. Mai            | DEN  | Fyen Rundt                                             | 1.2    | Daniel Stampe          | BHS-PL Beton Bornholm                       |
| 4. Mai            | BEL  | Famenne Ardenne Classic                                | 1.1    | Max Kanter             | XDS Astana Team                             |
| 8. Mai            | FRA  | Boucles de l'Aulne – Châteaulin                        | 1.1    | Lewis Askey            | Groupama-FDJ                                |
| 9. Mai            | FRA  | Tour du Finistère                                      | 1.1    | Aubin Sparfel          | Decathlon AG2R La Mondiale Team             |
| 9. Mai            | POL  | Silesian Classic                                       | 1.2    | Marcin Budziński       | ATT Investments                             |
| 10. Mai           | NOR  | Sundvolden Grand Prix                                  | 1.2    | Andreas Leknessund     | Uno-X Mobility                              |
| 11. Mai           | BEL  | Kattekoers–Ieper                                       | 1.2U   | Alessandro Borgo       | Bahrain Victorious Development Team         |
| 11. Mai           | NOR  | Ringerike Grand Prix                                   | 1.2    | Sakarias Koller Løland | Uno-X Mobility                              |
| 11. Mai           | ITA  | Gran Premio Industrie del Marmo                        | 1.2U   | Ilja Sawekin           | PC Baix Ebre                                |
| 11. Mai           | SUI  | Radsportfest Märwil                                    | 1.2    | Stefan Bissegger       | Schweizer Nationalteam                      |
| 17. Mai           | SWE  | Giro Himledalen                                        | 1.2    | Mads Andersen          | Airtox-Carl Ras                             |
| 18. Mai           | ITA  | Circuito del Porto – Trofeo Arvedi                     | 1.2    | Žak Eržen              | Bahrain Victorious Development Team         |
| 18. Mai           | GER  | Rund um Köln                                           | 1.1    | Matthew Brennan        | Team Visma-Lease a Bike Development         |
| 18. Mai           | NED  | Omloop der Kempen                                      | 1.2    | Arne Santy             | Tarteletto-Isorex                           |
| 21. – 25. Mai     | FRA  | Ronde de l’Isard                                       | 2.2U   | Jarno Widar            | Lotto Development Team                      |
| 23. – 25. Mai     | POR  | GP Beiras e Serra da Estrela                           | 2.2    | Alexis Guerin          | Anicolor/Tien 21                            |
| 24. Mai           | ITA  | Due Giorni Marchigiana - G.P. Santa Rita               | 1.2    | Francesco Parravano    | MG.K Vis Costruzioni e Ambiente             |
| 25. Mai           | ITA  | Due Giorni Marchigiana - Trofeo Città di Castelfidardo | 1.2    | Tommasso Dati          | Biesse-Carrera-Premac                       |
| 26. – 30. Mai     | ALB  | Tour of Albania                                        | 2.2    | Tom Jonkmans           | Wielerploeg Groot Amsterdam                 |
| 26. Mai           | FRA  | Mercan’Tour Classic Alpes-Maritimes                    | 1.1    | Cristián Rodríguez     | Arkéa-B&B Hotels                            |
| 28. Mai – 1. Juni | LUX  | Flèche du Sud                                          | 2.2    | Martijn Rasenberg      | Parkhotel Valkenburg                        |
| 28. Mai – 1. Juni | FRA  | Alpes Isère Tour                                       | 2.2    | Aubin Sparfel          | Decathlon AG2R La Mondiale Development Team |
| 29. – 31. Mai     | EST  | Tour of Estonia                                        | 2.1    | Marcus Sander Hansen   | BHS-PL Beton Bornholm                       |
| 29. Mai – 1. Juni | AUT  | Oberösterreich-Rundfahrt                               | 2.2    | Edgar David Cadena     | Petrolike                                   |

### Juni
| Datum          | Land | Rennen                           | Klasse | Sieger             | Team                                |
| -------------- | ---- | -------------------------------- | ------ | ------------------ | ----------------------------------- |
| 1. Juni        | ITA  | Coppa della Pace                 | 1.2U   | Diego Bracalente   | MBH Bank Ballan CSB                 |
| 2. Juni        | ITA  | Trofeo Alcide De Gasperi         | 1.2    | Kyrylo Zarenko     | Solution Tech-Vini Fantini          |
| 4. – 8. Juni   | LIT  | Tour of Lithuania                | 1.2    | Martin Laas        | Quick Pro Team                      |
| 5. – 8. Juni   | POL  | Tour of Małopolska               | 2.2    | Alexander Konychev | Team Vorarlberg                     |
| 8. Juni        | BEL  | Heistse Pijl                     | 1.1    | Paul Magnier       | Soudal Quick-Step                   |
| 9. Juni        | BEL  | Antwerp Port Epic                | 1.1    | Timo Kielich       | Alpecin-Deceuninck                  |
| 9. Juni        | FRA  | Paris–Troyes                     | 1.2    | Juan David Sierra  | Tudor Pro Cycling Team U23          |
| 13. Juni       | SUI  | Grosser Preis des Kantons Aargau | 1.1    | Neilson Powless    | EF Education-EasyPost               |
| 15.– 22. Juni  | ITA  | Giro Next Gen                    | 2.2U   | Jakob Omrzel       | Bahrain Victorious Development Team |
| 15. Juni       | BEL  | Elfstedenronde Brugge            | 1.1    | Paul Magnier       | Soudal Quick-Step                   |
| 18. – 21. Juni | FRA  | Route d’Occitanie                | 2.1    | Nicolas Prodhomme  | Decathlon AG2R La Mondiale Team     |
| 22. Juni       | AND  | Andorra MoraBanc Clàssica        | 1.1    | Mattias Skjelmose  | Lidl-Trek                           |
| 24. Juni       | ITA  | Giro dell’Appennino              | 1.1    | Diego Ulissi       | XDS Astana Team                     |

### Juli
| Datum                | Land | Rennen                                                     | Klasse | Sieger              | Team                                |
| -------------------- | ---- | ---------------------------------------------------------- | ------ | ------------------- | ----------------------------------- |
| 1. Juli              | ITA  | Trofeo Città di Brescia                                    | 1.2    | Giovanni Bortoluzzi | General Store-Essegibi-F.Lli Curia  |
| 2. – 5. Juli         | POL  | Course Cycliste de Solidarność et des Champions Olympiques | 2.2    | Marceli Bogusławski | ATT Investments                     |
| 3. – 6. Juli         | ROU  | Sibiu Cycling Tour                                         | 2.1    | Matthew Riccitello  | Israel-Premier Tech                 |
| 5. Juli              | TUR  | Grand Prix Kahramanmaraş                                   | 1.2    | Nikiforos Arvanitou | Novapor Theseus SportsClub          |
| 6. Juli              | TUR  | Grand Prix Edebiyat Yolu                                   | 1.2    | Nikiforos Arvanitou | Novapor Theseus SportsClub          |
| 6. Juli              | ITA  | Giro del Medio Brenta                                      | 1.2    | Filippo Turconi     | VF Group-Bardiani CSF-Faizanè       |
| 6. Juli              | NED  | Midden-Brabant Poort Omloop                                | 1.2    | Timo de Jong        | VolkerWessels Cycling Team          |
| 9. – 13. Juli        | AUT  | Österreich-Rundfahrt (Tour of Austria)                     | 2.1    | Isaac Del Toro      | UAE Team Emirates-XRG               |
| 10. – 13. Juli       | POR  | Grande Prémio Internacional de Torres Vedras               | 2.2    | Alexis Guerin       | Anicolor/Tien 21                    |
| 12. Juli             | HUN  | Visegrad 4 Kerekparverseny                                 | 1.2    | Dario Igor Belletta | Solme-Olmo                          |
| 13. Juli             | SVK  | Visegrád 4 Bicycle Race – GP Slovakia                      | 1.2    | Cesare Chesini      | MBH Bank Ballan CSB                 |
| 16. – 20. Juli       | ITA  | Giro della Valle d’Aosta-Mont Blanc                        | 2.2U   | Jarno Widar         | Lotto Development Team              |
| 20. Juli             | POL  | Visegrad 4 Bicycle Race – GP Poland                        | 1.2    | Norbert Banaszek    | ATT Investments                     |
| 21. Juli             | ESP  | Clàssica Terres de l'Ebre                                  | 1.2    | Isaac Del Toro      | UAE Team Emirates-XRG               |
| 22. Juli             | POL  | Memoriał Andrzeja Trochanowskiego                          | 1.2    | Marceli Bogusławski | ATT Investments                     |
| 23. – 26. Juli       | POL  | Dookoła Mazowsza                                           | 2.2    | Šimon Vaníček       | ATT Investments                     |
| 25. Juli             | ESP  | Prueba Villafranca de Ordizia                              | 1.1    | Igor Arrieta        | UAE Team Emirates-XRG               |
| 27. Juli             | ESP  | Vuelta a Castilla y León                                   | 1.1    | Haimar Etxeberria   | Equipo Kern Pharma                  |
| 27. Juli             | FRA  | Grand Prix de la ville de Pérenchies                       | 1.2    | Toon Vandenbosch    | Alpecin-Deceuninck Development Team |
| 27. Juli             | POL  | Puchar MON                                                 | 1.2    | Bartłomiej Proć     | Run&Race-Wibatech                   |
| 30. Juli – 3. August | FRA  | Tour Alsace                                                | 2.2    | Markel Beloki       | EF Education-Aevolo                 |

### August
| Datum                     | Land | Rennen                                         | Klasse | Sieger         | Team                       |
| ------------------------- | ---- | ---------------------------------------------- | ------ | -------------- | -------------------------- |
| 1. – 10. August           | FRA  | Tour de Guadeloupe                             | 2.2    |                |                            |
| 2. – 4. August            | FRA  | Kreiz Breizh Elites                            | 2.2    | Finn Crockett  | VolkerWessels Cycling Team |
| 3. August                 | ESP  | Circuito de Getxo                              | 1.1    | Isaac Del Toro | UAE Team Emirates-XRG      |
| 6. – 8. August            | FRA  | Tour de l’Ain                                  | 2.1    |                |                            |
| 6. – 18. August           | POR  | Volta a Portugal                               | 2.1    |                |                            |
| 6. – 8. August            | ROU  | Tour of Szeklerland                            | 2.2    |                |                            |
| 10. August                | ITA  | Gran Premio Sportivi di Poggiana               | 1.2U   |                |                            |
| 14. – 17. August          | CZE  | Czech Tour                                     | 2.1    |                |                            |
| 14. – 17. August          | TUR  | Tour of Konya                                  | 2.2    |                |                            |
| 16. August                | ITA  | GP Capodarco Comunita Di Capodarco             | 1.2U   |                |                            |
| 17. August                | FRA  | La Polynormande                                | 1.1    |                |                            |
| 19. – 22. August          | FRA  | Tour du Limousin-Périgord - Nouvelle Aquitaine | 2.1    |                |                            |
| 20. – 24. August          | POL  | Tour Battle of Warsaw                          | 2.2    |                |                            |
| 21. – 24. August          | EST  | Baltic Chain Tour                              | 2.2U   |                |                            |
| 21. – 24. August          | CZE  | West Bohemia Tour                              | 2.2U   |                |                            |
| 24. August                | TUR  | Grand Prix Çankiri                             | 1.2    |                |                            |
| 26. – 29. August          | FRA  | Tour Poitou-Charentes en Nouvelle-Aquitaine    | 2.1    |                |                            |
| 27. August                | BEL  | Muur Classic Geraardsbergen                    | 1.2    |                |                            |
| 27 – 30. August           | TUR  | Tour of Route Salvation                        | 2.2    |                |                            |
| 29. August                | SLO  | Grand Prix Gorenjska                           | 1.2    |                |                            |
| 29. August                | NED  | Slag om Norg                                   | 1.2    |                |                            |
| 30. August – 4. September | BUL  | Tour of Bulgaria                               | 2.2    |                |                            |
| 31. August                | SLO  | Grand Prix Kranj                               | 1.2    |                |                            |
| 31. August                | NED  | Ronde van de Achterhoek                        | 1.2    |                |                            |
| 28. April                 | FRA  | Grand Prix de la Somme                         | 1.2    |                |                            |
| 31. August                | FRA  | Grand Prix de Plouay                           | 1.2    |                |                            |
| 31. August                | BEL  | Grote Prijs Stad Halle                         | 1.2    |                |                            |

### September
| Datum                      | Land | Rennen                                   | Klasse | Sieger | Team |
| -------------------------- | ---- | ---------------------------------------- | ------ | ------ | ---- |
| 4. – 7. September          | TUR  | Tour of Istanbul                         | 2.1    |        |      |
| 4. – 7. September          | ITA  | Giro della Regione Friuli Venezia Giulia | 2.2    |        |      |
| 4. – 7. September          | CZE  | Okolo Jižních Čech                       | 2.2    |        |      |
| 4. – 6. September          | KOS  | Tour of Kosovo                           | 2.2    |        |      |
| 10. September              | ITA  | Giro della Toscana                       | 1.1    |        |      |
| 10. – 14. September        | ROU  | Turul Romaniei                           | 2.2    |        |      |
| 13. September              | ITA  | Memorial Marco Pantani                   | 1.1    |        |      |
| 14. September              | BEL  | Grote Prijs Rik Van Looy                 | 1.2    |        |      |
| 14. September              | ITA  | Trofeo Matteotti                         | 1.1    |        |      |
| 17. – 21. September        | SVK  | Slowakei-Rundfahrt                       | 2.1    |        |      |
| 18. – 21. September        | SRB  | Tour de Serbie                           | 2.2    |        |      |
| 19. September              | BEL  | Kampioenschap van Vlaanderen             | 1.1    |        |      |
| 20. September              | ITA  | Milano–Rapallo                           | 1.2    |        |      |
| 21. September              | ITA  | Giro di Romagna                          | 1.1    |        |      |
| 21. September              | BEL  | Gooikse Pijl                             | 1.1    |        |      |
| 21. September              | FRA  | Grand Prix d'Isbergues - Pas de Calais   | 1.1    |        |      |
| 24. September              | BEL  | Omloop van het Houtland                  | 1.1    |        |      |
| 26. September              | FRA  | Tour de la Mirabelle                     | 1.2    |        |      |
| 27. September              | NED  | Arno Wallaard Memorial                   | 1.2    |        |      |
| 27. September              | BEL  | Grand Prix Cerami                        | 1.2    |        |      |
| 27. September              | FRA  | Mirabelle Classic                        | 1.2    |        |      |
| 28. September              | FRA  | Paris–Chauny                             | 1.1    |        |      |
| 30. September              | ITA  | Ruota d’Oro                              | 1.2U   |        |      |
| 30. September – 5. Oktober | CRO  | CRO Race                                 | 2.1    |        |      |

### Oktober
| Datum             | Land | Rennen                                 | Klasse | Sieger | Team |
| ----------------- | ---- | -------------------------------------- | ------ | ------ | ---- |
| 4. Oktober        | ITA  | Il Piccolo Lombardia                   | 1.2U   |        |      |
| 5. Oktober        | ITA  | Coppa Agostoni                         | 1.1    |        |      |
| 7. Oktober        | BEL  | Binche–Chimay–Binche                   | 1.1    |        |      |
| 7. Oktober        | ITA  | Coppa Città di San Daniele             | 1.2    |        |      |
| 11. Oktober       | FRA  | Tour de Vendée                         | 1.1    |        |      |
| 12. Oktober       | ITA  | Trofeo Tessile & Moda - Valdengo Oropa | 1.2    |        |      |
| 12. Oktober       | FRA  | Paris–Tours Espoirs                    | 1.2U   |        |      |
| 14. – 19. Oktober | NED  | Tour of Holland                        | 2.2    |        |      |
| 19. Oktober       | FRA  | Chrono des Nations                     | 1.1    |        |      |
| 19. Oktober       | FRA  | Chrono des Nations U23                 | 1.2U   |        |      |